# San Franciscan Nights (bài hát)
San Franciscan Nights là bài hát thể loại rock huyền diệu được trình bày bởi nhóm nhạc Eric Burdon and The Animals.  Bài hát ra đời vào tháng 8 năm 1967 và được sáng tác bởi 5 thành viên trong nhóm là Eric Burdon, Barry Jenkins, John Weider, Vic Briggs và Danny McCulloch trong album Winds of Change, thời lượng 3:20,. Được coi như là khúc khải hoàn của thành phố San Francisco, đây là bài hát có cú hit lớn nhất của ban nhạc khi nó đứng thứ một trong bảng xếp hạng của tạp chí RPM (Canada), đứng thứ 9 trong bảng xếp hạng Billboard Hot 100 và đứng thứ 7 trong bảng xếp hạng UK Singles Chart
Ban nhạc viết bài này trong gian đoạn thời kỳ Chiến tranh Việt Nam với mục đích phản đối chiến tranh. Theo như Eric Burdon đã nói: "Những thệ hệ trẻ trong giai đoạn này đã tạo ra một thế đững vững chắc trong giai đoạn này, đã làm thay đổi suy nghĩ của lính Mỹ, làm họ phải suy nghĩ rằng vì sao họ lại lao mình vào cuộc chiến trong khi họ có thể trở về đoàn tụ với người yêu và nó gây ra rất nhiều nỗi đau. Có lẽ nó đã ảnh hưởng đến vấn đề chính trị với cái gọi là "kẻ thù". Tôi không chắc chắn về điều này"
Bài hát bắt đầu theo phong cách của bài Dragnet với lời diễn văn của Eric Burdon "cho thành phố San Francisco và người dân của thành phố, có thể có vài người không biết nhưng họ rất tuyệt vời và giống như thành phố của họ", Eric cũng kêu gọi người Châu Âu  "hãy tiết kiệm những chiếc bánh mỳ để đến San Francisco, Mỹ" để hiểu được bài hát, "vì lợi ích được sống yên bình trong tâm thức"
Giai điệu bài hát bắt đầu nhẹ nhàng và lời bài hát kể về một màn đêm ấm áp ở San Francisco năm 1967 khi "chùm đèn nhấp nháy" tạo ra giấc mơ, bức tường, tâm trí di chuyển, "những thiên thần hát", "Harley Davidsons", trái ngược với "khuôn mặt cảnh sát lấp đầy với vẻ hận thù ở đường phố gọi là Love", đó là sự kiến nghị khi "cảnh sát trẻ và cảnh sát già cảm thấy ổn ở San Francisco". Bài hát kết thúc với lời "đó là giấc mơ của người Mỹ, kể cả với người da đỏ
Ý kiến của Eric Burdon về San Francisco lại vấp phải nhiều sự phải đối, và cả nhạo báng của người Mỹ về "San Francisco ấm áp". Ví dụ như Mark Twain đã nói: "Mùa đông lạnh nhất mà tôi trải qua đó là mùa hè ở San Francisco", nhạc sĩ Lester Bangs cho rằng ý kiến của Eric là "không thể giải thích được"

## Những bản cover khác
Ban nhạc Romani Sfinx thể hiện ca khúc này vào năm 1967, nhưng không được sản xuất trên đĩa, khác hơn so với bài này, ví dụ "Toamna" (mùa thu), "Nu mai sunt flori de mai" (không có hoa vào tháng 5). Đoạn guitar của Animals được thay bằng kèn cor của Petre Iordache và được tay guitar Octav Zemlicka trình bày
Ban nhạc The Mops của Nhật Bản cover vào năm 1968 trong album Psychedelic Sounds in Japan
Ban nhạc People Under The Stairs cover bài này lấy mẫu từ phiên bản của Gábor Szabó & The California Dreamers (trong album Wind, Sky, And Diamonds năm 1967)
Trong phim The Drew Carey Show, Drew Carey và nhóm nhạc của anh (trong đó có Joe Walsh) cover bài này với lời hoàn toàn mới và hát về Cleveland, Ohio